# Вуглемийний комбайн

Вуглемийний комбайн.JPG

Вуглемийний комбайн (рос. комбайн углемоечный, англ. coal washer; нім. Kohlenaufbereitungskombine f) — агрегат, який об'єднує пристрої: для збагачення вугілля (елемент відсаджувальної машини з підрешітним хитним поршнем, що шарнірно закріплений з одного кінця), зневоднення продуктів відсадки (два скребкових конвеєри, що переміщують матеріал по щілястій дренажній поверхні) та часткового прояснення води з метою її багаторазового використання в межах агрегату (пірамідальна камера з вивантаженням осілого шламу скребковим зневоднювальним конвеєром). Застосовується в обмежених випадках для попереднього збагачення крупних класів вугілля (понад 25 мм) на шахтних установках механізованої породови-бірки.